# Pomník valašské ovci
Pomník valašské ovci je na jihovýchodním svahu kopce Kozlena v pohoří Moravskoslezské Beskydy. Nachází se ve vesnici Gruň patřící k obci Staré Hamry v okrese Frýdek-Místek v Moravskoslezském kraji ve Chráněné krajinné oblasti Beskydy.

## Popis a historie
Pomník valašské ovci připomíná velký význam valašské ovce (tzv. valaška) Ovis orientalis f. aries pro celý region. Díky činnosti JZD Staré Hamry toto ovčí plemeno nevyhynulo a má dokonce svoji plemennou knihu. Umělohmotná socha rohaté ovce v životní velikosti, se nachází pod vzrostlým stromem a je umístěna na nízkém soklu, na kterém je uvedeno jméno „KATKA DOSTALOVA“. Socha je situována u turistického odpočivadla a informačního panelu naučné stezky Gruň – Bílý Kříž.

## Galerie

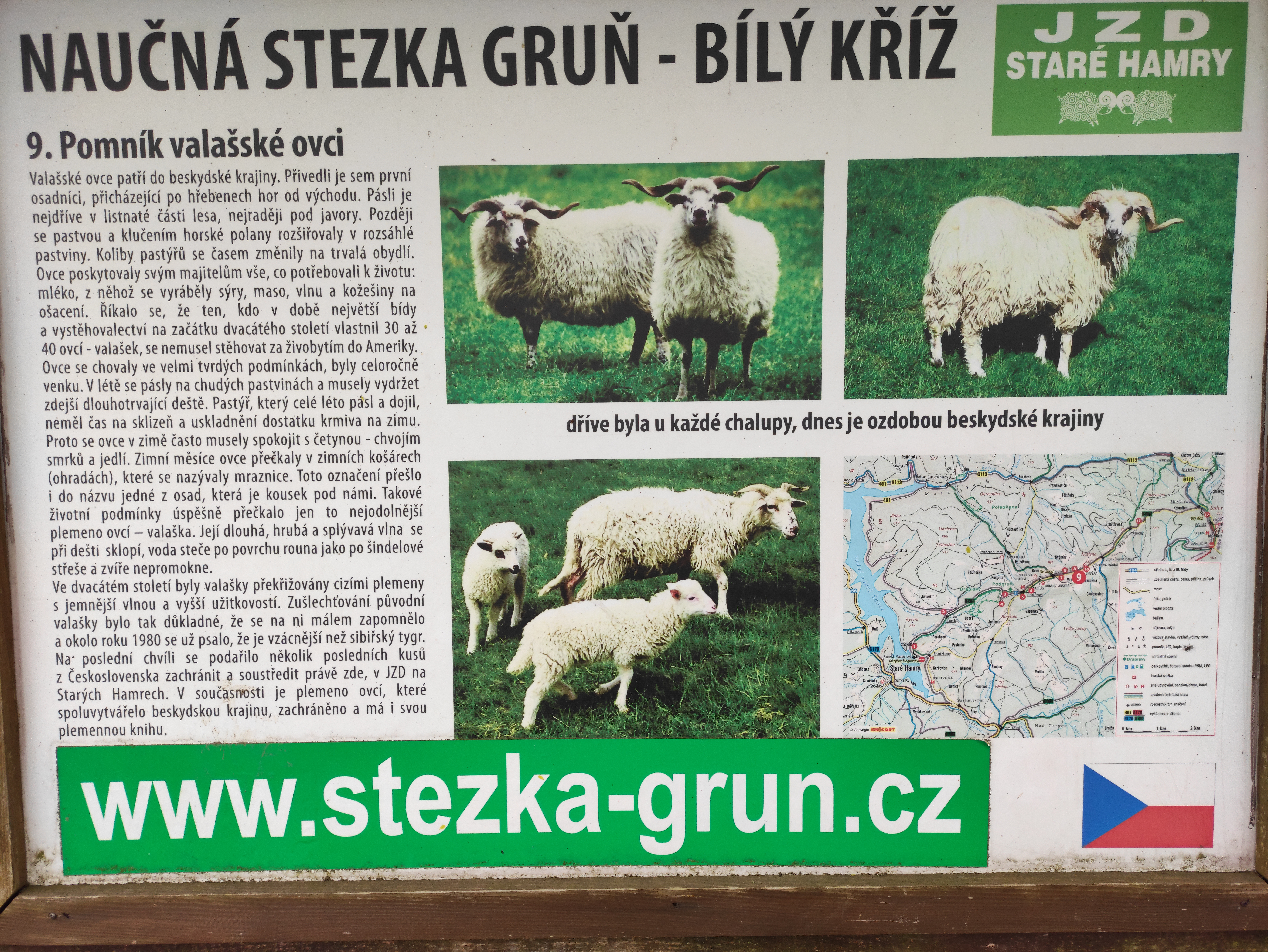

## Další informace
Místo je celoročně volně přístupné.